# Tiến Vình
Tiến Vình (ur. 1 września 1920) – wietnamski pięściarz, uczestnik Igrzysk Olimpijskich w 1952 w Helsinkach. Na igrzyskach wziął udział w turnieju w wadze koguciej. W pierwszej rundzie przegrał 0:3 z reprezentantem Portoryko Ángelem Figueroą.